# Bhimbetka
Bhimbetka er et arkæologisk fundsted i den indiske delstat Madhya Pradesh med nogle af de tidligste spor af mennesker på det indiske subkontinent. Området omfatter syv høje og omkring 750 "rock shelters" spredt over ca. 10 km2 og er af UNESCO udpeget som verdensarv.
De ældste af klippemalerierne vurderes til at være ca. 10.000 år gamle.